# Faicchio
Faicchio ist eine italienische Gemeinde (comume) mit 3279 Einwohnern (Stand 31. Dezember 2023) in der Provinz Benevento, Region Kampanien. Sie ist Bestandteil der Berggemeinde Titerno e Alto Tammaro.

## Geographie

Lage von Faicchio

Die Gemeinde liegt etwa 40 km westlich der Provinzhauptstadt Benevento. Die Nachbargemeinden sind Cusano Mutri, Gioia Sannitica (CE), Puglianello, Ruviano (CE), San Lorenzello und San Salvatore Telesino. Die Ortsteile lauten Amati, Annunziata, Camputari, Coppoli, Fontana Vecchia, Massa, Massari, Perroni, Porti, San Pasquale und Visanti.

## Wirtschaft
Die Gemeinde lebt hauptsächlich von der Landwirtschaft.

## Verkehr

### Straße
- Staatsstraße Benevento-Termoli

### Bahn
- Bahnstrecke Benevento–Campobasso

### Flug
- Flughafen Neapel

## Persönlichkeiten
- Luigi Palmieri (1807–1896), Seismologe und Vulkanologe